# Juan Luis Barrera González
Fray Juan Luis Barrera González (Llerena, provincia de Badajoz, 15 de febrero de 1932 - Sevilla, 11 de marzo de 2014), fue un fraile franciscano español cuya actividad se encuentra relacionada con la hostelería, en especial con el arte culinario; siendo extremeño, posee estrechos vínculos con Sevilla.

## Biografía
Sus padres eran naturales de Tocina. A los 16 años se desplaza al Aljarafe sevillano en donde hace el noviciado en el convento del Santuario de Nuestra Señora de Loreto. En 1953 es destinado a Guadalupe (Cáceres), permaneciendo allí la mayor parte de su vida, si bien para su formación en el mundo de la hostelería regresa ese mismo año a Sevilla, aprendiendo el oficio en el desaparecido Hotel Madrid de la plaza de la Magdalena. El 22 de marzo de 1954 parte para Guadalupe para hacerse cargo como responsable de la Hospedería del Real Monasterio de Guadalupe y el 8 de diciembre toma sus solemnes votos.
Bajo su tutela la Hospedería se transformará desde un edificio prácticamente abandonado hasta la categoría de un hotel de fama internacional; del cual es el director, consideración que le es reconocida, al llevar 10 años regentándola, en 1968. Viniendo a tener más de 40 personas en la plantilla, llega a ser inaugurado un comedor, del arquitecto Rafael Moneo, por la infanta Cristina.
En Guadalupe tuvo ocasión de tratar con grandes personalidades, así el 4 de noviembre de 1982 a Su Santidad el Papa Juan Pablo II. También a los que serían Reyes de España, en los años 1960, aún príncipes.
Obtiene la Medalla de Oro al Trabajo en 1995, concedida por el Consejo de Ministros y otorgada por Juan Carlos I a propuesta de la presidencia de la Junta de Extremadura.
Tras 45 años de ejercicio profesional en la Hospedería, en 1998 se jubila, viniendo a residir de nuevo a Sevilla, en el convento de San Buenaventura.
Escribe un libro sobre su reputado recetario en la Hospedería, con gran éxito de ventas, aconsejado por Antonio Montero, arzobispo emérito de Mérida-Badajoz, quien lo pone en contacto con José María Javierre.
Animado por Jesús María Calvillo Galisteo de Caja Badajoz y Gonzalo Martín Domínguez de la Casa de Extremadura en Sevilla escribe una segunda obra de recetas, en la presentación del libro, acto celebrado en el Real Alcázar de Sevilla, entre otros personajes estuvieron convocados los presidentes de las comunidades autónomas andaluza, Manuel Chaves González, y extremeña, Juan Carlos Rodríguez Ibarra, el alcalde de Sevilla Alfredo Sánchez Monteseirín y el cardenal Carlos Amigo Vallejo.

## Obra
- 100 recetas de fray Juan de Guadalupe. Promoción Popular Cristiana, Boadilla del Monte. ISBN 84-288-1315-9.
- 115 Recetas. Recetario de vigilia desde el convento de San Buenaventura de Sevilla. Sevilla, 2007.